# ورزشگاه سانفورد

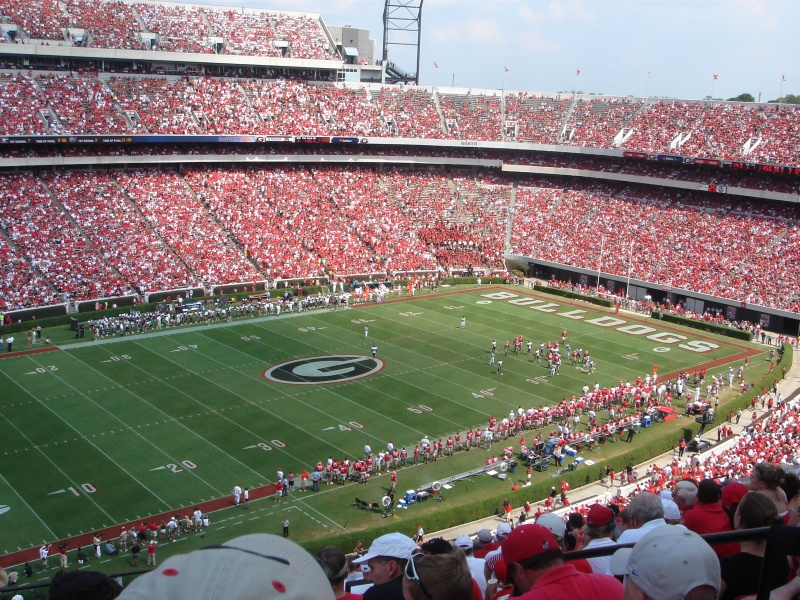

ورزشگاه سانفورد  (به انگلیسی: Sanford Stadium) با ظرفیت ۹۲٬۷۴۶ نفر، در شهر آتن ایالت جورجیا واقع شده‌است. این ورزشگاه در تاریخ ۱۹۲۹ تأسیس شد و دارای زمین چمن می‌باشد.